# Kalhausen
Kalhausen ist eine französische Gemeinde mit 779 Einwohnern (Stand 1. Januar 2022) im Département Moselle in der Region Grand Est (bis 2015 Lothringen). Sie gehört zum Kanton Sarreguemines im Arrondissement Sarreguemines.

## Geografie
Kalhausen liegt im äußersten Südwesten des Bitscher Landes, 18 Kilometer südöstlich von Saargemünd. Im Nordwesten bildet die Saar die Gemarkungsgrenze, im Westen die Eichel, auch Grenze zum Krummen Elsass, das auch südlich anschließt. Östlicher Nachbarort ist Schmittviller, nordöstlich liegt Etting und im Norden Achen. Zur Gemarkung von Kalhausen gehören auch der Weiler Hutting (deutsch Hüttingen) und das Dörfchen Weidesheim, wo die Ache in die Saar mündet, die das nördliche Gemeindegebiet von Ost nach West in einem deutlich eingetieften Tal durchquert. Auch um den in der Nähe von Weidesheim gelegenen Bahnhof ist eine Siedlung entstanden.

## Geschichte
Erste Siedlungsspuren führen in das Mesolithikum zurück. Wie vielerorts in diesem Gebiet, das von wichtigen Römerstraßen durchquert wurde, finden sich auch einige Zeugnisse aus gallo-römischen Epoche, so ein Juno-Altar und zwei gallo-römischen Flachreliefs, die in Weidesheim gefunden und teilweise in der Kapelle ersetzt wurden. Ältester Ortsteil dürfte der Weiler Hutting(en) sein, der schon in Urkunden des 13. Jahrhunderts auftaucht. Am strategisch bedeutenden Ausgang des Achetals zur Saar muss spätestens im 14. Jahrhundert ein Schloss gestanden haben, denn dessen Zerstörung in einem Krieg zwischen Zweibrücken-Bitsch und der Grafschaft Saarwerden im Jahr 1380 urkundlich belegt ist. Dieses Schloss wurde im 15. Jahrhundert wieder aufgebaut und die Ansiedlung Weidesheim entwickelte sich dabei zu einer selbständigen Gemeinde bis 1811.  Kalhausen selbst wurde 1425 als Kalenhausen erstmals erwähnt, eine Zusammensetzung aus dem germanischen Männernamen Kallo und dem altdeutschen Hus, (Haus).
Kirchlich unterstand das Dorf mit seinem Ortsteil Hutting(en) der Mutterkirche von Achen, bevor es 1804 Pfarrei der Erzdiözese Rohrbach wurde. Einer ersten Kapelle die der heilige Katharina gewidmet war aus dem Jahre 1734 folgte die Sankt-Florian Kirche, die 1846–1847 nach Plänen des Architekten Louis Schwartz aus Saargemünd neu errichtet wurde.
Verwaltungsmäßig gehörte das Dorf mit seinen Ortsteilen zur Herzogtum Lothringen in der Herrschaft Bitsch bis 1766, dann wurde es zum Königreich Frankreich zugeteilt.
Im 18. Jahrhundert kam Kalhausen mit seinen Nebenorten zunächst 1790 zum Wahlkreis (Kanton) Bouquenom. Nach der Vereinigung von Bouquenom mit Neu-Saarwerden zur Stadt Sarre-Union, die dann dem Elsass zugeordnet wurde, kamen Kalhausen 1793 und Weidesheim 1811 zum Kanton Rohrbach, seit 2015 sind sie dem Kanton Saargemünd zugeordnet.
Im 19. Jahrhundert und bis Mitte des 20. Jahrhunderts wechselte die Gemeinde im Zusammenhang mit den historischen Ereignissen mehrfach die Staatszugehörigkeit zwischen Deutschland und Frankreich.
In den 1930er-Jahren war auch die Kalhausener Gemarkung vom Bau der Maginot-Linie betroffen.

### Bevölkerungsentwicklung
| Jahr      | 1962 | 1968 | 1975 | 1982 | 1990 | 1999 | 2007 | 2019 |
| Einwohner | 805  | 855  | 844  | 868  | 841  | 799  | 858  | 806  |

## Kultur und Sehenswürdigkeiten
Das ursprünglich sehr einfache und 1380 zerstörte Weidesheimer Schloss wurde im 15. Jahrhundert durch die Grafen von Zweibrücken-Bitsch wiedererrichtet. 1728 erwarb Peter von Hausen die Rechte an dem Besitz und restaurierte die Anlage. Dominique Ignace Charles d’Hausen, Bürgermeister von Saargemünd, baute Teile des Schlosses am Vorabend der Französischen Revolution im neoklassizistischen Stil um. Die benachbarte Kapelle St. Martin, ursprünglich St. Barbara, wurde Ende des 15. Jahrhunderts von Simon von Zweibrücken-Bitsch erneuert. Dabei wurden Stelen eines gallo-römischen Vorgängerbaus aus dem 3. Jahrhundert eingebaut. Im Zweiten Weltkrieg wurde das Bauwerk beschädigt und 1975 restauriert. Die Kapelle ist als Monument historique klassifiziert.
Aus dem 18. Jahrhundert stammt auch die Weidesheimer Mühle.
In der Gemarkung finden sich Reste der ehemaligen Maginot-Linie.
Auf der Hochebene im Süden der Gemarkung steht beim Lanzenbronnen ein kunstvolles Lothringerkreuz von 1868.
- Kirche Saint-Florian
- Kapelle Saint-Martin im Ortsteil Weidesheim

## Verkehrsanbindung

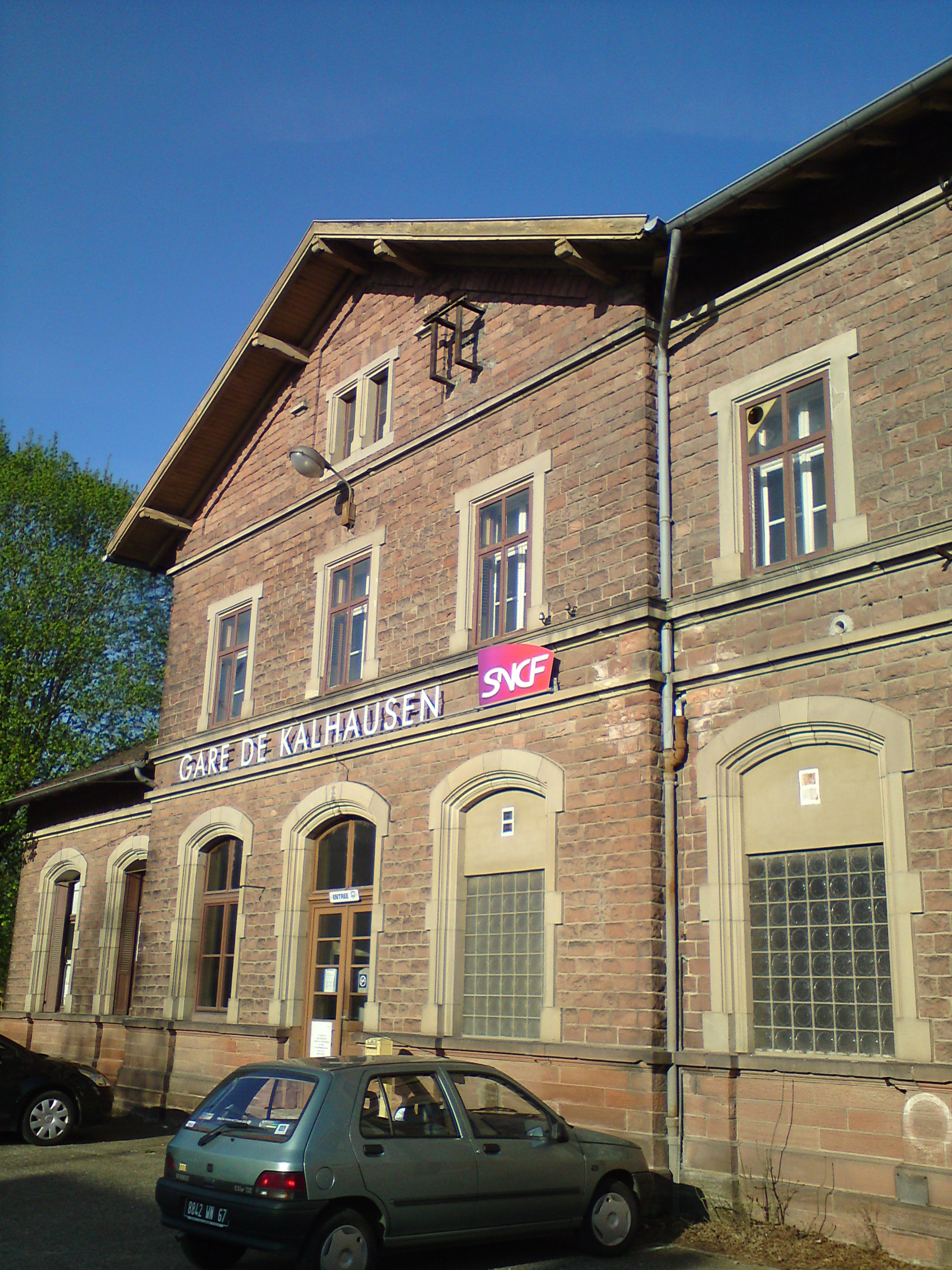
Bahnhof Kalhausen

Kalhausen liegt an der Départementalstraße  D 33 Saargemünd – Diemeringen.
Durch die Regional-Express-Strecke Saarbrücken – Saargemünd – Diemeringen – Obermodern – Straßburg, auf welchem die Züge stündlich verkehren, wurde der zweigleisige Bahnhof von Kalhausen zur frequentiertesten Station im Bitscher Land. Hier bestehen Umsteigemöglichkeiten zu den Zügen in Richtung Sarre-Union. Kalhausen ist der einzige Bahnhof zwischen Saargemünd und Diemeringen, der heute noch in Betrieb ist.
Kalhausen liegt ferner auch am Saar-Kohlenkanal, der nur noch geringen Frachtverkehr aufweist und hauptsächlich von Freizeitkapitänen befahren wird.